# Photographe de charme
 (novembre 2018).
- Si vous ne connaissez pas le sujet, laissez ce bandeau (vous pouvez alors contacter les auteurs).
- Si vous supprimez le contenu mis en cause (vous pouvez préalablement contacter les auteurs),

argumentez précisément cette suppression dans la page de discussion
(un manque de référence n'est pas un argument ; une recherche réelle de référence doit avoir été effectuée, être formellement documentée).
 (novembre 2018).
Si vous disposez d'ouvrages ou d'articles de référence ou si vous connaissez des sites web de qualité traitant du thème abordé ici, merci de compléter l'article en donnant les références utiles à sa vérifiabilité et en les liant à la section « Notes et références ».
Un photographe de charme est un photographe professionnel dont les photos relèvent d'un ou plusieurs des genres de la « photos de charme » : lingerie, nu académique, nu artistique, érotisme. On en exclut souvent le genre pornographique.

## Historique
Les premiers photographes de charme apparaissent dès l'invention même de la photographie . Et à peine quelques années plus tard, à la fin du XIXe siècle, le nu tient une place de choix dans la photographie. Il sert d'étude pour les arts graphiques, avant d'être considéré comme un art à part entière. Assez confidentielle à ses débuts, la profession de photographe de charme, se développera et gagnera fortement en notoriété à compter des années 1950, portée par les expositions, les galeries d'art, mais également par les magazines de charme (Playboy, Penthouse, Hustler) diffusés en millions d'exemplaires au travers du monde.
Aujourd'hui, le photographe de charme travaille sur un grand nombre de niches encore bien plus vastes : photographie privée pour particuliers (cadeau de Saint-Valentin), publicité (marques de lingerie), vente en galeries et lors d'expositions, contrats pour les magazines, et bien entendu l'internet avec ses innombrables sites érotiques.

## Profession
Le photographe de charme doit posséder les qualités et compétences inhérentes à de nombreux domaines de la photographie :
- un sens et une vision artistique, esthétique ;
- une importante connaissance en techniques photographiques et en logiciels de traitement numérique de l'image ;
- une capacité à travailler en équipe (le résultat final est une combinaison des talents du photographe, du modèle, du coiffeur, du maquilleur, du styliste, du retoucheur) ;
- un savoir-faire commercial et un sens de la communication

En outre, la photographie de charme demande sang-froid et respect de la part du photographe envers son modèle, et requiert un détachement de toute attirance physique ou sexuelle lors de la prise de vue, en vue de réaliser des photographies dénuée de toute vulgarité.
Le photographe de charme doit également faire face à certains préjugés moraux, le charme étant souvent associé, à tort, à la pornographie dans l'inconscient collectif.
Comme l'indique le photographe Jean-Christophe Destailleur, « le nu est un thème photographique des plus délicats, la moindre imperfection pouvant susciter l’opprobre et l’anathème à l’encontre du photographe. Tout doit donc être parfait : l’expression, la pose, la composition, l’angle de vue, l’éclairage… Un beau nu doit être esthétique et émouvant, dénué de toute connotation sexuelle ou vulgarité. C’est ce qui rend l’exercice si passionnant, artistiquement et intellectuellement parlant. »

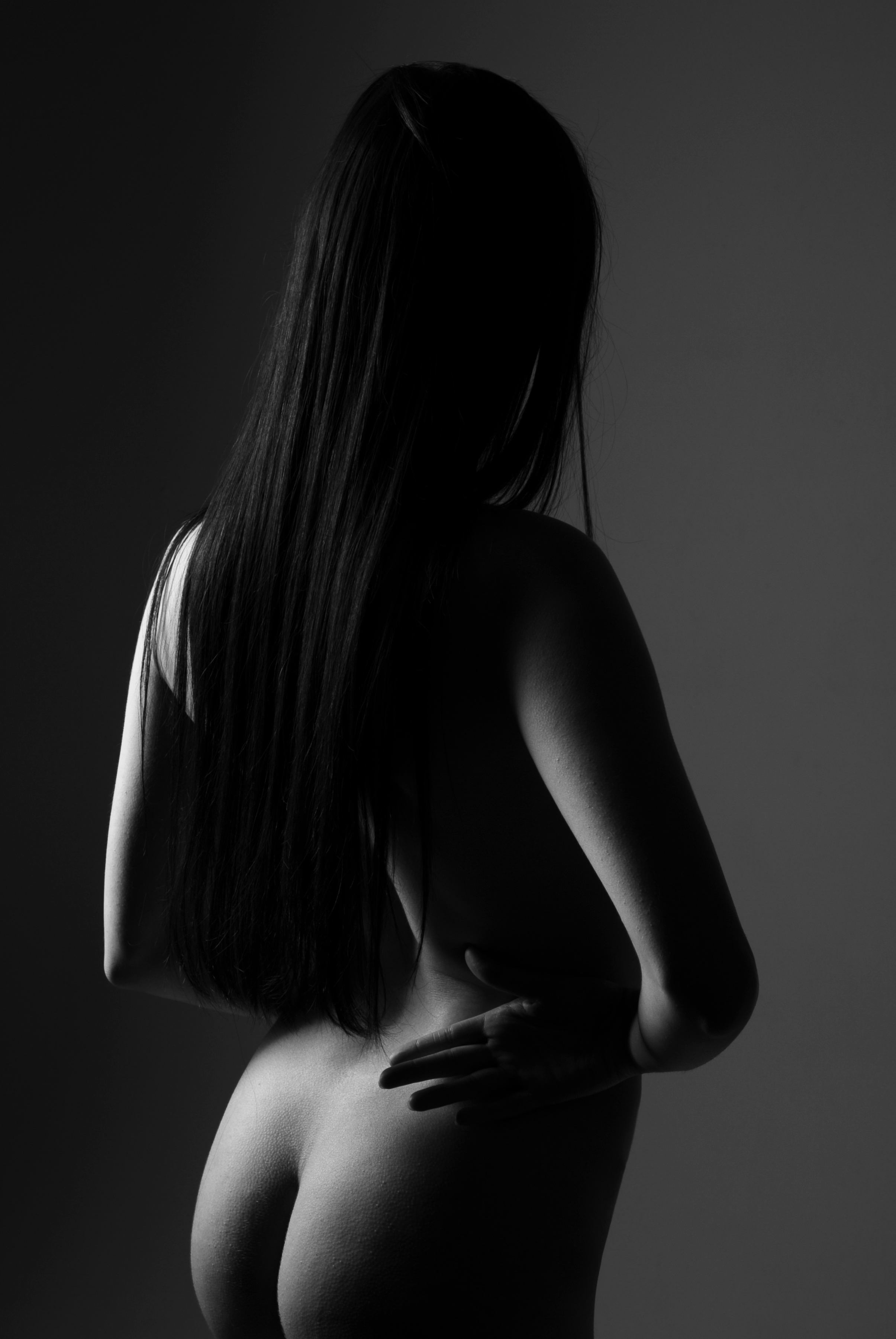
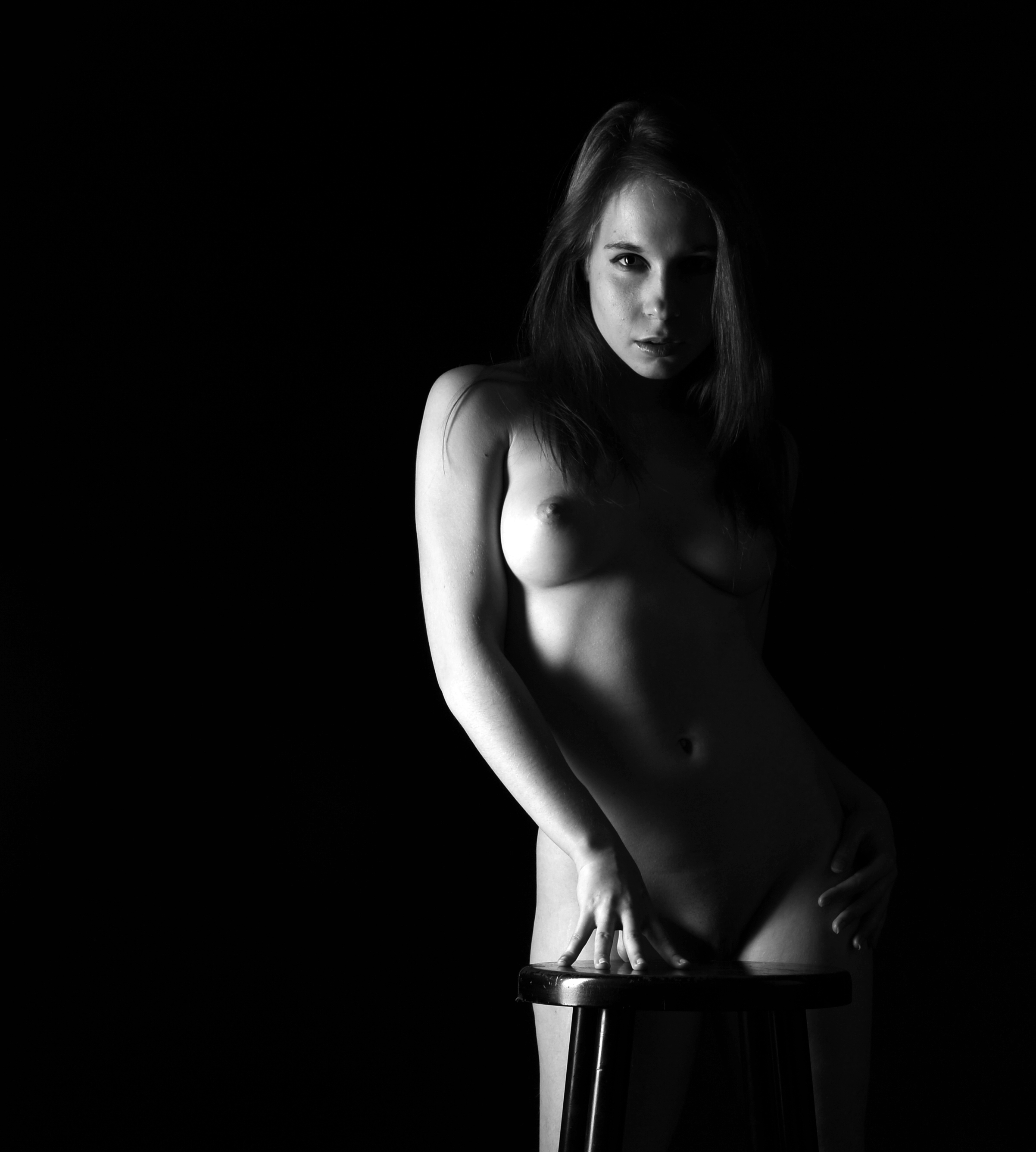